# Kerson Hadley
Kerson Hadley (ur. 22 maja 1989) – pływak z Mikronezji.
Wystartował na igrzyskach olimpijskich w Pekinie w wyścigu na 50 metrów stylem dowolnym, gdzie zajął 70. miejsce, a także 4 lata później w Londynie, gdzie w tej samej konkurencji był 40.